# Yucatania sphaeroidocladus
Yucatania sphaeroidocladus es la única especie conocida de demosponja perteneciente al género Yucatania.